# Theater Zuidpool
Theater Zuidpool is een Antwerps theatergezelschap.
Het Reizend Volkstheater werd in 1945 opgericht door Rik Jacobs. In 1990 nam het gezelschap de naam Theater Zuidpool aan. Peter Benoy bleef tot 2001 de artistiek leider van de groep, en nam later de functie van algemeen directeur op.  Van 2001 tot 2005 was Koen De Sutter de nieuwe voorman, in 2005 werd hij opgevolgd door een artistieke kern bestaande uit Jan Bijvoet, Jorgen Cassier, Sophie Decleir en Koen Van Kaam onder algemene directie van Saskia Liénard.
Tot de bekende producties behoren Onder het Melkwoud uit 1997 naar Dylan Thomas, De Drumleraar uit 1999 van Arne Sierens, Massis the musical over John Massis uit 2003 met Johan Heldenbergh, Oorlog uit 2006 van Lars Norén en DUS (een Heizeldrama) uit 2007 (selectie Theaterfestival) van en met Josse De Pauw. In 2010/2011 bracht men een bewerking van Vondels treurspelen Lucifer en Adam in ballingschap. De bewerking bestond uit het combineren van de stukken, van modernisering van de taal was geen sprake.